# Les Béquilles (roman)
Pour les articles homonymes, voir Les Béquilles.
Les Béquilles est le premier roman de Patrice Pluyette (paru le 8 août 2004)

## Résumé
L'histoire d'un cascadeur condamné à marcher avec des béquilles à la suite d'un accident. Heureusement Becky est là pour l'aider à se faire à cette nouvelle vie. 

## Extraits du roman
La première phrase
«Tout a commencé grâce à des béquilles.»
Morceau choisi
«J'expliquais les circonstances de mon accident, je le fis une bonne dizaine de fois, avec les mêmes mots, toujours sur le même ton, détaché, riant de ma stupidité pour ne pas que les autres le fassent à ma place. A force je connaissais mon rôle par cœur. C'est idiot, disais-je, je me suis fracturé la première phalange du petit doigt de pied en allant répondre au téléphone, mon pied s'est pris dans un meuble (à ce moment-là les gens [...])».